# Araneus thorelli
Araneus thorelli là một loài nhện trong họ Araneidae.
Loài này thuộc chi Araneus. Araneus thorelli được Carl Friedrich Roewer miêu tả năm 1942.